# Kōra Bungo

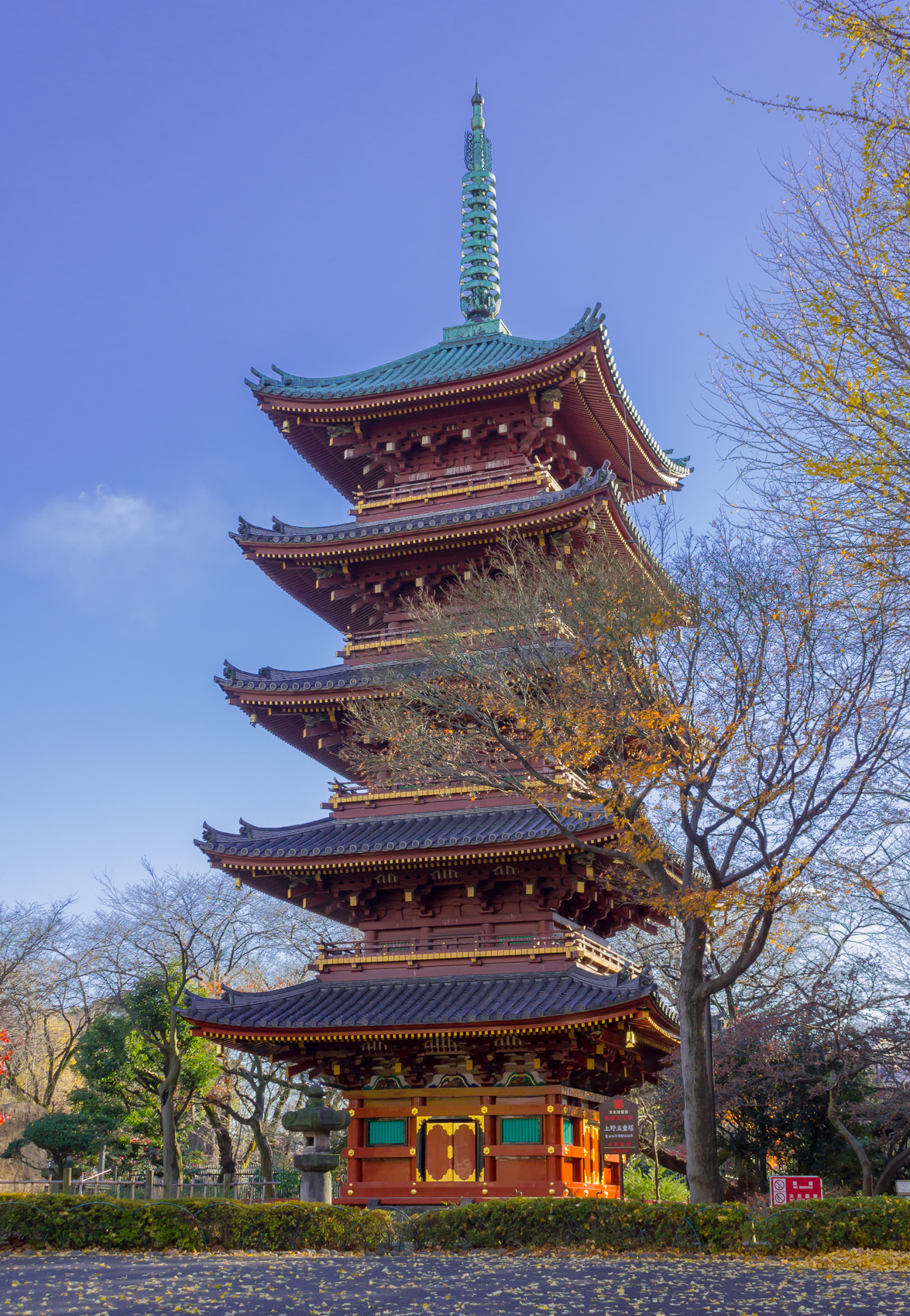
Pagode des Kan’ei-ji, vor 2015

Kōra Bungo (japanisch 甲良 豊後, eigentlicher Name: Munehiro (宗広); geboren 1574 in Kōra, Provinz Ōmi; gestorben am 2. Mai 1646) war ein japanischer Zimmermann, Architekt und Designer während der Edo-Zeit Japans.

## Leben und Wirken
Kōra Bungo, Sohn des Schreiners Kōra Ujihito, wurde in Kōra in der heutigen Präfektur Shiga geboren. Er arbeitete ab 1596  mit in Bauten-Projekte des Shōgun Tokugawa Ieyasu, wobei er sich auszeichnete und zum leitenden Zimmermann mit fünf untergebenen Schreinern ernannt wurde, die das Taitokuin Reibyō (台徳院 霊廟), das Mausoleum für den zweiten Shōgun, Tokugawa Hidetada, errichteten. Kōra war dabei vor allem für die Gestaltung der schnitzerischen Details zuständig. Man nimmt an, dass Kōra im selben Jahr – zusammen mit Heinouchi Masanobu (平内 政信; 1583–1645) – zum Chefschreiner (大棟梁 Daitōryō) innerhalb des Shogunats ernannt wurde. Er wirkte dann als einer der beiden Aufsichtsführenden von 1634 bis 1636 mit beim Entwurf und der Bauausführung des Nikkō Tōshō-gū. – Ein weiteres, noch existierendes Bauwerk ist die fünfstöckige Pagode des Kan’ei-ji im Stadtteil Ueno in Tōkyō, die er mit Hilfe seines Sohnes Munehisa im Jahr 1639 errichtete.
Kōra Bungos Nachkommen dienten unter der Tokugawa-Regierung bis zur Meiji-Restauration 1868 als Chefzimmerleute, unter denen zahlreiche shogunale Mausoleen, Tempel und Schreine entstanden. Kōras Enkel, Kōra Buzen (甲良 豊前), war besonders begabt. Dessen noch existierendes Meisterwerk ist die Haupthalle des Zenkō-ji in der Stadt Nagano aus dem Jahr 1708. 
Der Stil der Familie ist als „Kenninji-Stil“ (建仁寺流) bekannt. Das Werk der Familie mit den geheimen Konstruktionsdetails befindet sich heute in der Präfekturbibliothek Tōkyō.